# Canon de 240 mm modèle 1884
Le canon de 240 mm modèle 1884 est une pièce d'artillerie française de la fin du XIXe siècle conçue par Charles Ragon de Bange. Aussi appelé canon de Bange de 240, il possède un canon rayé en acier à chargement par la culasse.

## Histoire
Le 11 mai 1874, le ministère adopte les calibres de 120, 155, 220 pour les canons, ainsi que les mortiers de 220 et 270. Le tracé définitif du canon de 270 est arrêté le 31 décembre 1875, et les commandes sont passées le 22 janvier 1876. À l'origine monté sur « affût G », le canon de 240 Modèle 1884 est utilisé en batterie côtière. 
Pendant la Première Guerre mondiale, alerté par la supériorité de l'artillerie allemande, le GQG français tente de rechercher une arme d'ALGP (artillerie lourde à grande puissance) afin de pallier tout bombardement des villes à l'arrière du front. Le poids de la pièce rend sa mobilité pour l'époque très difficile pour un transport terrestre. Ainsi le colonel Leduc procède à une étude afin d'établir un nouvel affût d'artillerie. Il est construit en bois et en acier et possède des échantignoles, une chambre agrandie ainsi qu'un canon légèrement plus long. Cette version possédant deux fardeaux est montée sur des affûts St. Chamond. 14 pièces possédant cette configuration seront commandées à partir de 1915. 
Enfin, une version ALVF (artillerie lourde sur voie ferrée) voit le jour durant le conflit, montée sur affût TAZ (tous azimuts).

## Désignations
Si le système et le calibre sont le même, les multiples utilisations du canon reçoivent différentes désignations dans l'armée française, puis dans l'armée allemande lors de leur capture pendant la Seconde Guerre mondiale (31 exemplaires tractés et 18 TAZ sont disponibles en 1940). La plupart de ceux-ci seront utilisés par les Allemands comme artillerie côtière:
| Utilisation            | Désignation française                                          | Désignation allemande             |
| ---------------------- | -------------------------------------------------------------- | --------------------------------- |
| Artillerie côtière     | canon de 240 modèle 1884                                       |                                   |
| Artillerie de campagne | canon de 240 long tracté modèle 1884 sur affût St. Chamond     | 24 cm Kanone 556(f)               |
| Artillerie de campagne | canon de 240 long tracté modèle 1884/17 sur affût St. Chamond  | 24 cm Kanone 556/1(f)             |
| Artillerie ferroviaire | canon de 240 long « TAZ » modèle 1884 sur affût Batignolles    | 24 cm Kanone (Eisenbahn) 557(f)   |
| Artillerie ferroviaire | canon de 240 long « TAZ » modèle 1884/17 sur affût Batignolles | 24 cm Kanone (Eisenbahn) 557/1(f) |
| Artillerie ferroviaire | canon de 240 long modèle. 1884 sur affût-truck Schneider       |                                   |